# NY State of Mind
NY State of Mind è la seconda traccia presente su Illmatic, primo album del rapper Nas pubblicato nel 1994 dalla Columbia Records. Il 28 gennaio 2019, a quasi 25 anni dall'uscita, la RIAA certifica il brano disco d'oro per il mezzo milione di copie digitali vendute. È la migliore canzone rap della storia.

## Descrizione
(NY State of Mind, Nas)
La produzione è affidata a DJ Premier che campiona due brani jazz per il beat, ovvero Mind Rain di Joe Chambers e Flight Time di Donald Byrd. Premier aggiunge degli scratches presi dalla canzone "Mahogany" di Eric B. & Rakim per il ritornello di NY State of Mind.
In due versi della canzone, Nas parla del suo talento rap e descrive quanto sia pericoloso l'ambiente della città di New York. Nas attribuisce alla canzone di Kool G Rap Streets of New York una delle sue prime ispirazioni sulla canzone. Un sequel di NY State of Mind si può trovare nel terzo album di Nas I Am..., del 1999.
Una prima versione della canzone può essere trovata sul demo tape di Nas sotto il nome di I'm a Villain. L'intera canzone è stata registrata in un'unica volta.
NY State Of Mind è una traccia che ha diviso il rap underground del 1994. Nas ci parla della sua città, New York, descrivendo i suoi quartieri e le zone che ha visitato. La metrica si srotola su un beat di DJ Premier intervallato da diversi scratches del ritornello e le frasi di Nas verso la fine di ogni verso. Il brano è diventato uno dei più apprezzati nel panorama del rap statunitense.

## Accoglienza
N.Y. State of Mind è stata posizionata al 74º posto tra le migliori 100 canzoni rap sul sito About.com.
La rivista Rolling Stone posiziona la canzone al 31º posto tra le "50 migliori canzoni hip-hop di sempre".
Marc L. Hill della rivista online PopMatters descrive NY State of Mind come una traccia spiccata su Illmatic il fatto che essa «offre una chiara rappresentazione della vita del ghetto come una fotografia di Gordon Parks o una poesia di Langston Hughes.» La traccia è anche una delle poche canzoni rap ad essere presenti nel Norton Anthology of African American Literature. È presente nella Greatest Hits di Nas del 2007 come l'unica traccia a non essere un singolo nell'intero album.
La canzone è inclusa nelle colonne sonore dei videogiochi True Crime: New York City e Saints Row 2.